# Kross (Einheit)
Die Kross, auch Kroß, war ein Lübecker Flüssigkeitsmaß und dem Kleinhandel mit Wein, Bier, Öl  und ähnlichen Dingen vorbehalten. 
Das Maß entsprach dem Maß Quartier und es war gegenüber dem Quartier (Viertelstübchen = 0,90938 Liter) im Großhandel um 0,03158 Liter größer. Den Mengenunterschied gab es früher nicht.
- 1 Kross = 47,436 Pariser Kubikzoll = 0,94096 Liter

Zwei Kross ergaben die Doppelkross (Doppelquartier), was einer Kanne entsprach.